# ペンデレツキ (小惑星)
ペンデレツキ (21059 Penderecki) は小惑星帯に位置する小惑星。ドイツの天文学者フライムート・ベルンゲンがタウテンブルクのカール・シュヴァルツシルト天文台で発見した。
ポーランドの作曲家で指揮者、クシシュトフ・ペンデレツキから命名された。